# Аль-Кадисия (футбольный клуб, Кувейт)
«А́ль-Кадиси́я» (араб. القادسية‎) — кувейтский футбольный клуб из города Эль-Кувейт, выступающий в Премьер-Лиге Кувейта. Основан в 1960 году. Домашние матчи проводит на стадионе «Мохаммед Аль-Хамад», вмещающем 22 000 зрителей и расположенном в городе Хавалли. За свою историю клуб 17 раз выигрывал чемпионат Кувейта, 16 раз Кубок эмира Кувейта и 1 раз становился победителем Кубка АФК.

## История
«Аль-Кадисия» была основана в 1950 году как «Аль-Джазира», но 20 октября 1960 года была переименована. «Аль-Кадсия» была одна из первых футбольных команд, которая была создана в Кувейте наряду «Аль-Арабией» и «Аль-Кувейтом». Они начали выступать в Чемпионате Кувейта с сезона 1961/62.
В 2014 году команда впервые завоевала Кубок АФК, в финале был обыгран иракский «Эрбиль».

## Достижения

### Внутренние
- Чемпионат Кувейта
  -  Чемпион (17): 1968/69, 1970/71, 1972/73, 1974/75, 1975/76, 1977/78, 1991/92, 1998/99, 2002/03, 2003/04, 2004/05, 2008/09, 2009/10, 2010/11, 2011/12, 2013/14, 2015/16

- Кубок Эмира Кувейта
  -  Победитель (16): 1964/65, 1966/67, 1967/68, 1971/72, 1973/74, 1974/75, 1978/79, 1988/89, 1993/94, 2002/03, 2003/04, 2006/07, 2009/10, 2011/12, 2012/13, 2014/15

- * Кубок наследного принца Кувейта
  -  Победитель (9): 1998, 2002, 2004, 2005, 2006, 2009, 2013, 2014, 2018

- * Кубок Федерации футбола Кувейта
  -  Победитель (5): 2007/08, 2008/09, 2010/11, 2012/13, 2018/19

- * Суперкубок Кувейта
  -  Победитель (6): 2009, 2011, 2013, 2014, 2018, 2019

### Международные
- Кубок АФК
  -  Победитель (1): 2014

- Клубный кубок чемпионов Персидского залива по футболу
  -  Победитель (2): 2000, 2005